# Осадча Олена Анатоліївна

Олена Анатоліївна Осадча (нар. 9 червня 1978 року, м. Рівне) — український художник, мистецтвознавець, педагог. Працює в галузі живопису, іконопису, сакрального мистецтва.
Член Національної спілки художників України (2012), Національної спілки іконописців України (2017).
Ректор Київської державної академії декоративно-прикладного мистецтва і  дизайну імені Михайла Бойчука (від 18 липня 2022 р.).

## Життєпис
Народилася в сім'ї журналістів. Мати – Патрікац Людмила Миколаївна — автор ідеї заснування і головний редактор журналу «Вісник Національного банку України» (1995—2015 рр.).
- 1990–1997 – Державна художня середня школа імені Тараса Шевченка.
- 1997–2003 – Національна академія образотворчого мистецтва і архітектури, факультет живопису (майстерня історичного живопису професора Ф.М. Гуменюка), спеціальність «Образотворче та декоративно-прикладне мистецтво», кваліфікація художник-живописець.
- 2003–2004 – магістратура Національної академії образотворчого мистецтва і архітектури, факультет живопису (майстерня історичного живопису професора Ф.М. Гуменюка),  спеціальність «Образотворче та декоративно-прикладне мистецтво», кваліфікація художник-живописець, дослідник, викладач.
- 2006–2009 – аспірантура Київського державного інституту декоративно-прикладного мистецтва і дизайну імені Михайла Бойчука.
- 2010 — кандидат мистецтвознавства зі спеціальності теорія та історія культури (26.00.01), тема дисертації «Українська хатня ікона-образ кінця XVIII–XX ст. як етнокультурний феномен (історія, типологія, художні особливості)».
- 2014 — наукове звання доцента кафедри монументально-декоративного мистецтва.
- Від 2005 працює в Київській державній академії декоративно-прикладного мистецтва і дизайну ім. Михайла Бойчука: 2011–2017 – декан факультету декоративно-приклад. мистецтва, 2017–2021 – завідувач кафедри монументально-декоративного і сакрального мистецтва, від 2022 – ректор.

## Творча діяльність
Олена Осадча — майстер урбаністичних пейзажів, портретів, картин на історичну і філософську тематику. Від 2010 року займається іконописом.
Учасниця всеукраїнських художніх виставок від 2000 року. Автор 11 персональних виставок – у Києві (2001—04, 2008, 2018), Львові (2001).
Роботи зберігаються в приватних колекціях в Україні (Київ, Львів, Рівне) та за кордоном (Польща, Італія, Німеччина, Португалія), у колекції Львівського музею історії релігії, а також на Українській антарктичній станції «Академік Вернадський».

## Наукова діяльність
Понад п’ятнадцять років вивчає український хатній іконопис кінця XVIII–початку XX ст., досліджує візантійський вплив на стильову концепцію українського іконопису та феномен полістилізму сучасної української ікони. У педагогічній діяльності впроваджує авторську методику викладання іконопису, система якої базуються на фундаментальних принципах формотворення у цій галузі мистецтва.
Вивчає принципи монументальної школи бойчуківців.
Науковий доробок на 2022 р. становить: розробка освітньо-професійної програми магістра для галузі знань 02 «Культура і мистецтво» спеціальності 023 «Образотворче мистецтво, декоративне мистецтво, реставрація» для факультету декоративно-прикладного мистецтва Київської державної академії декоративно-прикладного мистецтва і дизайну ім. Михайла Бойчука (2017 р.), навчальні програми (12), навчально-методичні посібники (2), наукові статті (45), науково-практичні конференції (32), опонентські відгуки і рецензії на дисертації (13).
1.     Навчально-методичний посібник до вивчення курсу «Техніка фрески» як частина навчальної дисципліни «Робота в матеріалі» для студентів II курсу навчання зі спеціальності 023 – «Образотворче мистецтво, декоративне мистецтво, реставрація» спеціалізації «Монументально-декоративний живопис» (62 стор., 67 іл.).
2.     Навчально-методичний посібник до вивчення курсу «Українська народна (хатня) ікона кінця XVIII – XX століть як етнокультурний феномен (історія, типологія, художні особливості)» як частина навчальної дисципліни «Народний розпис» для студентів III і IV курсів навчання спеціальності 023 – «Образотворче мистецтво, декоративне мистецтво, реставрація» спеціалізації «Монументально-декоративний живопис» (87 стор., 67 іл.).
Участь в експертних радах
2020 – експерт Українського культурного фонду у програмі «Мережі й аудиторії».
2021 — донині експерт Українського культурного фонду у програмі «Навчання. Обміни. Резиденції. Дебюти».
2011–2021 – член екзаменаційної комісії із захисту дипломних робіт за спеціалізацією 023 «Образотворче мистецтво, декоративне мистецтво, реставрація» у Київській державній академії декоративно-прикладного мистецтва і дизайну імені Михайла Бойчука.
2017–2021 – голова Науково-методичної комісії факультету декоративно-прикладного мистецтва КДАДПМД ім. Михайла Бойчука.
2013–2014  – член Спеціалізованої вченої ради Міжнародної кадрової академії та Інституту реклами із захисту дисертацій на здобуття наукового ступеня доктора філософії в галузі дизайну.
2018–2021 – член Спеціалізованої вченої ради
К 26.897.01 Київської державної академії декоративно-прикладного мистецтва і дизайну імені Михайла Бойчука з правом прийняття до розгляду та проведення захисту дисертацій на здобуття наукового ступеня кандидата педагогічних наук за спеціальністю 13.00.02 «Теорія та методика навчання технологій».

## Нагороди та відзнаки
- Почесна  грамота Міністерства культури України за внесок у розвиток українського мистецтва (2003).
- Орден «Хрещення Київської Русі» Української православної церкви Київського     патріархату (2018).
- Подяка  Київського міського голови (2018).
- Грамота  Київської державної академії декор ативно-прикладного мистецтва і дизайну імені Михайла Бойчука (2018).

## Вибрані твори
- «Засновники Києво-Печерської лаври» (2001);
- «Джордано Бруно: “Спалити – не означає спростувати”» (2003);
- «Одкровення Ріхарда Ваґнера» (2004);
- цикли урбаністичних пейзажів Європи (2002–2008).

Цикл робіт за євангельськими сюжетами:
- «Я – хліб життя [Ів. 6: 48]» (2009);
- «Гетсиманський сад» (2010);
- «Сходи Якова» (2010);
- «Святе Причастя» (2011);
- «Дерево Життя» (2019);
- «Онтологія серця» (2020).

Іконопис:
- «Гріхи наші на Собі понесе» (2012);
- "Божа Мати «Замилування» (2012);
- «Святий апостол і євангеліст Лука» (2014);
- «Божа Мати "Віленська» (2015);
- "Божа Мати "Цілителька» (2015);
- "Божа Мати "Годувальниця" (2015);
- "Свята Марта" (2021).

## Вибрані публікації
- Осадча О. А. Образ-ікона української хати / Олена Осадча // Мистецтвознавство’07(2): Науковий збірник. – Львів: СКІМ, 2007. – С. 101–108.
- Осадча О. А. Трансформація української хатньої ікони / Олена Осадча // Мистецтвознавство’09: Науковий збірник. – Львів: СКІМ, 2009. – С. 239–248.
- Осадча О. А. Походження української хатньої ікони / Олена Осадча // Наукові дослідження – теорія та експеримент’2009: матеріали четвертої міжнародної науково-практичної конференції (м. Полтава, 18–20 травня 2009 р.). – Полтава: ІнтерГрафіка. – 2009. – Т. 4. – С. 58–62.
- Осадча О. А. Іконописні осередки та основні місця збуту хатньої ікони / Олена Осадча // Мистецтвознавство’09: Науковий збірник. – Львів: СКІМ, 2011. – С. 133–142.
- Осадча О. А. Семантика орнаментальних мотивів у декоруванні українських хатніх ікон / Олена Осадча // Вісник ХДАДМ – Харків, 2012. – С. 70–80.
- Осадча О. А. Празникові ікони домашнього іконостасу як абетка духовного сходження душі людини / Олена Осадча // Вісник ХДАДМ – Харків, 2012. – № 10. – С. 59–66.
- Осадча О. А. П’ять поглядів на створення мистецького образу / Олена Осадча // Вісник ХДАДМ. – Харків, 2013. (Мистецтвознавство: № 1). – С. 108–114.
- Осадча О.А. Функція української хатньої ікони у створенні іконічного образу селянського житла кінця XVIII – початку XX століття (досвід ієротопічного методу дослідження) / Олена Осадча // Сучасні проблеми дослідження, реставрації та збереження культурної спадщини: зб. наук. пр. з мистецтвознавства, архітектурознавства і культурології / ІПСМ АМУ. –К.: Фенікс, 2016. – Вип. 12. – С. 102–117.
- Осадча О.А. Композиційна структура ікони як формотворчий принцип внутрішнього облаштування храму (на прикладі ікони «Всевидяче Око») / Олена Осадча // Українська академія мистецтва: зб. дослідницьких та науково-методичних праць. – К., 2016. – Вип. 25. – С. 117–131.
- Осадча О.А. Основні художні методи створення просторової складової ікони / Олена Осадча // Українська академія мистецтва: зб. дослідницьких та науково-методичних праць. – К., 2017. – Вип. 26. – С. 135–142.
- Осадча О.А. Структурно-просторова схема Дерева Життя у топографічній іконічності міста-храму-ікони-людини / Олена Осадча // Українська академія мистецтва: зб. дослідницьких та науково-методичних праць. – К., 2018. – Вип. 27. – С. 178–187.
- Осадча О.А. Темпоральність у композиційній системі ікони / Олена Осадча // Мистецтвознавство України: зб. наук. пр. / ІПСМ АМУ. – К.: Фенікс, 2018. – Вип. 18. – С. 113–121.
- Осадча О.А., Данченко М.О., Владимирова О.І. Основні засади і методи викладання на кафедрі монументально-декоративного і станкового мистецтва Київської академії декоративно-прикладного мистецтва і дизайну імені Михайла Бойчука / О.А. Осадча, М.О Данченко, О.І. Владимирова // Вища школа: зб. наук. пр. – К., 2018. – Вип.  № 10 (171). – С. 42–52.
- Осадча О.А. Відображення принципів іконічності в іконографічному образі / Олена Осадча // Українська культура: минуле, сучасне, шляхи розвитку:  наук. збірник. –  Вип. № 36. – Рівне, 2020. – С. 145–151.
- Осадча О.А.,Юр М.В. // Шевченківська енциклопедія: В 6 т. — К.: НАН України, Ін-т л-ри ім.  Т. Г. Шевченка, 2015. — Т. 6: Т–Я. — С. 1039.